# Typedef
typedef è una parola chiave dei linguaggi di programmazione C e C++. Lo scopo della typedef è quello di assegnare dei nomi alternativi a dei tipi di dato esistenti, solitamente a quelli la cui dichiarazione standard è troppo ingombrante, magari confusionale, oppure per rendere il codice riutilizzabile più facilmente tra un'implementazione e un'altra.
Per le convenzioni del C (delle librerie standard), i tipi dichiarati con typedef finiscono con la stringa "_t" (per esempio, size_t, time_t).

## Esempi di utilizzo

### Per indicare cosa rappresenta una variabile
Una typedef può essere usata per indicare come una variabile rappresenta qualcosa, ad esempio un'unità di misura:
```
int
 
current_speed
 
;

int
 
high_score
 
;

...

void
 
congratulate
(
int
 
your_score
)
 
{

    
if
 
(
your_score
 
>
 
high_score
)

...

```

Ora si consideri:
```
typedef
 
int
 
km_per_hour
 
;

typedef
 
int
 
points
 
;

km_per_hour
 
current_speed
 
;

points
 
high_score
 
;

...

void
 
congratulate
(
points
 
your_score
)
 
{

    
if
 
(
your_score
 
>
 
high_score
)

...

```

Entrambe le sezioni di codice implementano la stessa operazione. Ciononostante, l'uso della typedef nel secondo esempio rende più chiaro il fatto che, nonostante le due variabili sono rappresentate dallo stesso tipo di dato (int), le informazioni in esse contenute sono logicamente incompatibili. La dichiarazione in congratulate() di your_score indica al programmatore che current_speed (o qualunque altra variabile non dichiarata come points) non dovrebbe essere passata come argomento. Questo non sarebbe stato così visibile se entrambe fossero state dichiarate come interi. Si noti che l'indicazione è utile soltanto per i programmatori; Il compilatore C/C++ considera entrambe le variabili come intere, e non segnalerà alcuna incompatibilità se si passasse current_speed come argomento alla funzione congratulate().

### Semplificare una dichiarazione
Una typedef può essere utilizzata per semplificare la dichiarazione di un tipo di dato composto (struct, union) oppure di un puntatore.
```
struct
 
var
 
{

    
int
 
data1
;

    
int
 
data2
;

    
char
 
data3
;

};

```

Sopra è stato definito il tipo di dato struct var. Per dichiarare una variabile di questo tipo, in C, è richiesto l'uso della parola chiave struct (questo non vale per il C++):
```
struct
 
var
 
a
;

```

Una typedef può essere utilizzata per eliminare la necessità di ripetere la parola struct. Per esempio con:
```
typedef
 
struct
 
var
 
newtype
;

```

ora possiamo creare una variabile di questo tipo con:
```
newtype
 
a
;

```

Si noti che la definizione della struttura e la typedef possono essere combinate in una singola istruzione:
```
typedef
 
struct
 
var
 
{

    
int
 
data1
;

    
int
 
data2
;

    
char
 
data3
;

}
 
newtype
;

```

Nel C++, in contrasto con il C, le parole chiave struct, class, e enum sono opzionali nelle dichiarazioni delle variabili che sono separate dalle definizioni.
```
struct
 
var
 
x
;
       
// Questo è ammesso

var
 
y
;
              
// Anche questo è consentito

```

Così, var può essere utilizzata ogniqualvolta newtype può essere usata. In ogni modo, non è vero il contrario. Per esempio, il metodo costruttore per var non può essere chiamato newtype.

### Utilizzare typedef con puntatori
Le typedef possono inoltre semplificare le dichiarazioni per i tipi puntatore. Si consideri questo:
```
struct
 
Node
 
{

    
int
 
data
;

    
struct
 
Node
 
*
nextptr
;

};

```

Nel C, è possibile dichiarare più variabili dello stesso tipo in una singola istruzione, pure mischiando puntatori e non puntatori. Ad ogni modo, è necessario apporre un asterisco davanti ad ogni variabile per renderla un puntatore.
```
struct
 
Node
 
*
startptr
,
 
*
endptr
,
 
*
curptr
,
 
*
prevptr
,
 
errptr
,
 
*
refptr
;

```

Un programmatore probabilmente presupporrebbe che errptr fosse in realtà di tipo Node *, ma per un errore di battitura errptr è di tipo Node. Ciò porterà ad un errore di sintassi.
Definendo una typedef per Node *, si è sicuri che tutte le variabili saranno di tipo puntatore.
```
typedef
 
struct
 
Node
 
*
NodePtr
;

...

NodePtr
 
startptr
,
 
endptr
,
 
curptr
,
 
prevptr
,
 
errptr
,
 
refptr
;

```

### Utilizzare il typedef con cast di tipo
Si crea una typedef usando la sintassi della dichiarazione di tipo, ma può essere usata come se fosse stata creata usando la sintassi del cast di tipo. Ad esempio, in ciascuna riga di codice dopo la prima riga di:
```
typedef
 
int
 
(
*
funcptr
)(
double
);
         
// puntatore a funzione con argomento double e tipo di ritorno int

funcptr
 
x
 
=
 
(
funcptr
)
 
NULL
;
             
// C o C++

funcptr
 
y
 
=
 
funcptr
(
NULL
);
              
// C o C++

funcptr
 
z
 
=
 
static_cast
<
funcptr
>
(
NULL
);
 
// solo C++

```

funcptr viene usato nella parte sinistra per dichiarare una variabile e nella parte destra dell'assegnamento per convertire un valore. Quindi, le typedef possono essere usate dai programmatori che non vogliono capire come convertire la sintassi dichiarativa in sintassi di cast.
Nota che, senza typedef, in genere non è possibile usare sintassi dichiarativa e di cast in maniera intercambiabile. Ad esempio:
```
int
 
(
*
x
)(
double
)
  
=
 
(
int
 
(
*
)(
double
))
 
NULL
;
 
// Questo è ammissibile

int
 
(
*
)(
double
)
 
y
 
=
 
(
int
 
(
*
)(
double
))
 
NULL
;
 
// Il lato sinistro dell'assegnamento non è ammissibile

int
 
(
*
z
)(
double
)
  
=
 
(
int
 
(
*
NULL
)(
double
));
  
// Il lato destro dell'assegnamento non è ammissibile

```

## Preoccupazioni sull'utilizzo
Alcuni si oppongono all'uso intensivo delle typedef. La ragione principale è il fatto che i typedef nascondono il vero tipo di dato della variabile. Per esempio, Greg Kroah-Hartman, un hacker esperto e sviluppatore del kernel Linux, scoraggia il loro uso per tutto ad eccezione della dichiarazione del prototipo di una funzione.
Sostiene che questa pratica non solo offusca il codice senza alcun bisogno, ma può anche causare confusione nel programmatore che fa accidentalmente cattivo uso di grosse strutture dati pensando che esse siano di tipo elementare.
Altri sostengono che l'utilizzo delle typedef renda più facile la revisione del codice. Il K&R dichiara che ci sono due ragioni per l'utilizzo delle typedef. La prima, rendono il codice più portabile. Invece di dover cambiare un tipo di dato ogniqualvolta esso compare nell'intero sorgente, si cambia soltanto una typedef. La seconda, le typedef possono rendere più facile da comprendere una dichiarazione complessa.

### Utilizzo nel C++
Nel C++ i nomi di tipo possono essere molto complicati e typedef fornisce un meccanismo per assegnare un nome semplice al tipo.
```
std
::
vector
<
std
::
pair
<
std
::
string
,
 
int
>
 
>
 
values
;

for
 
(
std
::
vector
<
std
::
pair
<
std
::
string
,
 
int
>
 
>::
const_iterator
 
i
 
=
 
values
.
begin
();
 
i
 
!=
 
values
.
end
();
 
++
i
)

{

   
std
::
pair
<
std
::
string
,
 
int
>
 
const
 
&
 
t
 
=
 
*
i
;

   
// fa qualcosa

}

```

e
```
typedef
 
std
::
pair
<
std
::
string
,
 
int
>
 
value_t
;

typedef
 
std
::
vector
<
value_t
>
 
values_t
;

values_t
 
values
;

for
 
(
values_t
::
const_iterator
 
i
 
=
 
values
.
begin
();
 
i
 
!=
 
values
.
end
();
 
++
i
)

{

   
value_t
 
const
 
&
 
t
 
=
 
*
i
;

   
// fa qualcosa

}

```

#### Uso con template nel C++
Non c'è un modo diretto per avere una typedef in un template in C++. Ad esempio, per far sì che value_t<T> rappresenti std::pair<std::string, T> per ogni class T non è possibile usare:
```
template
<
class
 
T
>

typedef
 
std
::
pair
<
std
::
string
,
 
T
>
 
value_t
<
T
>
;
 
// Non funziona

```

Ad ogni modo, se si vuole accettare value_t<T>::foo, o qualcosa di simile, anziché value_t<T>, allora si può ottenere il risultato desiderato con una typedef all'interno di una classe o struttura contenuta in un template:
```
template
<
class
 
T
>

struct
 
value_t

{

    
typedef
 
std
::
pair
<
std
::
string
,
 
T
>
 
foo
;
 
// Fa sì che value_t<T>::foo rappresenti std::pair<std::string, T>

};

```

Dal C++11 è possibile utilizzare un'alias declaration utilizzando la keyword using per ottenere il risultato voluto:
```
template
<
typename
 
T
>

using
 
TaggedValue
 
=
 
std
::
pair
<
std
::
string
,
 
T
>
;
 
// legale dal C++11

void
 
foo
(
TaggedValue
<
int
>
 
foo
);

```

## Altri linguaggi
In svariati linguaggi di programmazione funzionale, come l'Haskell, Miranda, OCaml, ecc., è possibile definire i cosiddetti type synonyms, sinonimi di tipo, che corrispondono alle typedef in C. Un esempio scritto in Haskell:
```
type PairOfInts = (Int, Int)

```

Questo esempio definisce un sinonimo di tipo chiamato "PairOfInts" che ha lo stesso significato di una coppia di interi.
Il C# include una caratteristica simile al typedef del C: lo svantaggio è però che deve essere dichiarata per ogni file separatamente.
```
using newType = global::System.Runtime.Interop.Marshal;
using otherType = Enums.MyEnumType;

```